# Teorias conspiratórias sobre o atentado de Oklahoma City
Uma variedade de teorias alternativas foram propostas em relação ao atentado de Oklahoma City. Essas teorias rejeitam todo ou parte do relatório oficial do governo. Algumas dessas teorias enfocam a possibilidade de co-conspiradores adicionais que nunca foram indiciados ou explosivos adicionais plantados dentro do prédio Federal Alfred P. Murrah. Outras teorias alegam que funcionários do governo, incluindo o presidente dos EUA, Bill Clinton, sabiam do ataque iminente e intencionalmente falharam em agir com base nesse conhecimento. As investigações do governo foram abertas em vários momentos para examinar as teorias.

## Atentado de Oklahoma City
Às 09:02 de 19 abril de 1995, uma caminhonete Ryder alugada contendo mais de 6.200 libras (2800 kg)  de fertilizante de nitrato de amônio nitrometano, e combustível diesel misturado foi detonado em frente do lado norte dos edifício Alfred P. Murrah Federal. O ataque matou 168 pessoas e deixou mais de 600 feridos.
Logo após a explosão, o policial do Estado de Oklahoma, Charlie Hanger, parou Timothy McVeigh, de 26 anos, por dirigir sem placa e prendeu-o por esse delito e por porte ilegal de arma. Em poucos dias, o antigo amigo do exército de McVeigh, Terry Nichols, foi preso e os dois homens foram acusados de cometer o atentado. Investigadores determinaram que eles eram simpatizantes de um movimento de milícia e que o motivo deles era retaliar contra a manipulação do governo sobre a investigação aos incidentes de Waco e Ruby Ridge (o atentado ocorreu no segundo aniversário do cerco de Waco). McVeigh foi executado por injeção letal em 11 de junho de 2001, enquanto Nichols foi condenado à prisão perpétua.
Embora a acusação contra McVeigh e Nichols tenha alegado que eles conspiraram com "outros desconhecidos do grande júri", os promotores, e depois o próprio McVeigh, disseram que o bombardeio era apenas trabalho de McVeigh e Nichols. Nesse cenário, os dois conseguiram fertilizantes e outros materiais explosivos durante meses e depois montaram a bomba em Kansas no dia anterior à sua detonação. Após a montagem, McVeigh supostamente levou sozinho o caminhão para Oklahoma City, acendeu o pavio e fugiu em um carro de fuga que ele havia estacionado na área dias antes.

## Conspiradores adicionais
Várias testemunhas relataram ter visto uma segunda pessoa com McVeigh na época do bombardeio, a quem os investigadores mais tarde denominaram de "John Doe 2". Em 1997, o FBI prendeu Michael Brescia, um membro do Exército Republicano Ariano, que se assemelhava à um retrato falado de John Doe 2 com base no relato de testemunhas oculares. No entanto, eles mais tarde o libertaram, relatando que a investigação deles indicou que ele não estava envolvido com o atentado. Um repórter do The Washington Post refletiu sobre o fato de que John Doe 2 nunca foi encontrado: "Talvez ele (John Doe 2) seja capturado e condenado algum dia. Se não, ele permanecerá eternamente livre, aquele que escapou, o homem misterioso no centro de inúmeras teorias da conspiração. É possível que ele nunca tenha vivido. É provável que ele nunca morra".
Um informante do Departamento de Álcool, Tabaco e Armas de Fogo que havia se infiltrado no enclave da supremacia branca em Elohim City, Oklahoma, apresentou um relatório em janeiro de 1995 afirmando que Andreas Strassmeir, chefe de segurança da cidade de Elohim, havia falado sobre destruir um prédio federal e visitar o prédio Murrah com outro homem. Dois dias após o atentado, este informante lembrou o ATF do relatório anterior e instou a investigar uma possível conexão com a cidade de Elohim. É fato que McVeigh  telefonou para Elohim City duas semanas antes do atentado. Jane Graham, uma funcionária de Habitação e Desenvolvimento Urbano do prédio Murrah que sobreviveu ao atentado, declarou mais tarde que, nos dias anteriores ao bombardeio, havia observado várias pessoas suspeitas que ela suspeitava estarem envolvidas (como pessoas desconhecidas fazendo manutenção ou com uniformes militares), mas que suas observações foram ignoradas pelas autoridades. Graham mais tarde identificou um desses homens como Andreas Strassmier da cidade de Elohim.
Existem várias teorias de que McVeigh e Nichols tinham uma possível conexão estrangeira ou co-conspiradores. Isso se deve ao fato de que Terry Nichols viajou pelas Filipinas enquanto o líder terrorista Ramzi Yousef, do Atentado de 1993 ao World Trade Center, estava planejando o projeto Bojinka em Manila. Ramzi Yousef colocou a bomba usada no atentado de 1993 no World Trade Center dentro de uma van Ryder alugada, a mesma empresa de aluguel usada por McVeigh, indicando uma possível ligação externa com a Al-Qaeda. Outras teorias ligam McVeigh aos terroristas islâmicos, ao governo japonês e aos neonazistas alemães.
Também tem havido especulações de que uma perna irreconhecível encontrada no local do bombardeio pode ter pertencido a um perpetrador não identificado.Foi alegado que esta pessoa estava no prédio quando a explosão ocorreu, ou já havia sido assassinado, e McVeigh havia deixado seu corpo na parte de trás do caminhão Ryder para escondê-lo na explosão.

## Explosivos adicionais
Uma teoria afirma que houve um encobrimento da existência de explosivos adicionais plantados dentro do edifício Murrah. A teoria foca nos canais de notícias locais relatando a existência de uma segunda e terceira bomba nas primeiras horas da explosão. Os teóricos apontam para sismógrafos próximos que registraram dois tremores do bombardeio, supondo que duas bombas haviam sido usadas. Especialistas contestam isso, afirmando que o primeiro tremor foi resultado da bomba, enquanto o segundo foi devido ao colapso do prédio.
Os teóricos da conspiração dizem que existem várias discrepâncias, como uma inconsistência proposta entre a destruição observada e a bomba usada por McVeigh. O físico Samuel T. Cohen, conhecido como o principal inventor da bomba de nêutrons, declarou em uma carta a um político de Oklahoma que ele não acreditava que uma bomba de fertilizante fosse capaz de causar a destruição no prédio Murrah. Da mesma forma, o Brigadeiro General da Força Aérea Benton K. Partin expressou uma opinião de que deve ter havido cargas explosivas adicionais dentro do edifício Murrah.
Em 1997, a agência do Inspetor Geral dos EUA revisou o Departamento de Justiça e o laboratório criminal do FBI com base nas alegações do químico Frederic Whitehurst de que o laboratório era mal administrado e operado. Entre outras descobertas, conforme resumido pela CNN, a análise determinou que a investigação do FBI sobre o atentado de Oklahoma City foi desleixada e partidária, e não cientificamente objetiva. O laboratório do FBI baseou-se em conclusões "cientificamente infundadas" que eram "tendenciosas em favor da acusação", e supervisores aprovaram relatórios de laboratório que "não podem apoiar" e que funcionários do laboratório do FBI podem ter errado sobre o tamanho do edifício Murrah, a quantidade de explosivos envolvidos e o tipo de explosivos usados no bombardeio". Além disso, "os examinadores do FBI não conseguiram identificar o dispositivo de acionamento do caminhão-bomba ou como ele foi detonado", e as evidências nem apoiavam a teoria de que o fertilizante de nitrato de amônio era o explosivo primário.

## Envolvimento do Governo dos EUA
Outra teoria alega que o presidente Bill Clinton sabia sobre o atentado antecipadamente ou aprovara o bombardeio. Acredita-se também que o bombardeio foi feito pelo governo para enquadrar o movimento da milícia ou promulgar uma legislação antiterrorismo ao usar McVeigh como bode expiatório. Ainda outras teorias afirmam que McVeigh conspirou com a CIA em traçar o bombardeio.
Em uma carta de 1993 para sua irmã, publicada pelo The New York Times em 1998, McVeigh afirmou que durante seu tempo em Fort Bragg ele e outros nove indivíduos foram recrutados por uma equipe de operações secretas que contrabandeava drogas para os Estados Unidos para financiar atividades secretas. "iriam trabalhar de mãos dadas com as agências da polícia civil para calar quem fosse considerado um risco de segurança. (Nós seríamos assassinos pagos pelo governo!)" Em uma declaração de 2001  Terry Nichols, O co-conspirador condenado com McVeigh, também afirmou que McVeigh havia relatado em dezembro de 1992 que ele "tinha sido recrutado para realizar missões secretas", que inicialmente envolvia visitar shows de armas e fazer contato com uma rede flexível de simpatizantes anti-governo e de extrema direita. Esta atividade secreta supostamente evoluiu para assaltos à mão armada e um bombardeio planejado sob a direção do agente do FBI Larry A. Potts.

## Investigações
Em 2006, a congressista norte-americano Dana Rohrabacher disse que o Subcomitê de Supervisão e Investigações do Comitê de Relações Internacionais dos EUA, que ela presidia, investigaria se os terroristas de Oklahoma tinham assistência de grupos estrangeiros. Em 28 de dezembro de 2006, quando perguntado sobre possíveis teorias da conspiração, Rohrabacher disse à CNN: "Não há nada de errado em acrescentar uma teoria da conspiração quando pode haver uma conspiração, na verdade."  Entre outras questões não resolvidas, Rohrabacher também criticou o FBI por não explicar como Nichols, que não trabalhava de forma constante, pagou por suas várias viagens às Filipinas e recebeu US $ 20.000 em dinheiro; por não encontrar explosivos escondidos na casa de Nichols até uma década após o bombardeio; por não explicar a "pressa em descartar a existência de John Doe Number 2"; e por não investigar completamente possíveis conexões entre McVeigh e o Exército Republicano Ariano e Andreas Strassmeir. Em março de 2007, Danny Coulson, que atuou como vice-diretor assistente do FBI na época dos ataques, expressou suas preocupações e pediu a reabertura das investigações.